# Dick Zimmer
Richard Alan Zimmer, detto Dick (Newark, 16 agosto 1944), è un politico statunitense, membro della Camera dei Rappresentanti per lo stato del New Jersey dal 1991 al 1997.

## Biografia
Nato e cresciuto nel New Jersey, Zimmer perse entrambi i genitori in giovane età. Dopo la laurea in giurisprudenza a Yale divenne avvocato e nel frattempo aderì al Partito Repubblicano, lavorando anche come collaboratore del senatore Clifford P. Case.
Nel 1981 fu eletto all'interno dell'Assemblea generale del New Jersey, dove rimase fino al 1987, quando vinse un seggio all'interno del Senato di stato del New Jersey.
Nel 1990 si candidò alla Camera dei Rappresentanti, sconfiggendo nelle primarie repubblicane Rodney Frelinghuysen. Nelle elezioni generali sconfisse l'avversario democratico e divenne così deputato. Zimmer riuscì a farsi rieleggere altre due volte negli anni successivi.
Nel 1996 annunciò la propria candidatura alla carica di senatore, ma venne sconfitto dal democratico Robert Torricelli e lasciò così il Congresso. Nel 2000 si candidò per il suo vecchio seggio alla Camera; riuscì ad aggiudicarsi la nomination repubblicana battendo Michael James Pappas, che gli era succeduto come deputato, ma nelle elezioni generali perse contro il democratico Rush D. Holt, Jr., che due anni prima aveva sconfitto Pappas.
Nel 2008 si candidò nuovamente al Senato, venendo sconfitto da Frank Lautenberg.